# Nasikabatrachus sahyadrensis
Nasikabatrachus sahyadrensis je nově objevená exotická žába objevená v Západním Ghátu na jihu Indie. Byla nalezena indicko-belgickým týmem v roce 2003 a je mnohdy považována za objev století.

## Popis
Nasikabatrachus sahyadrensis je fialová žába s černými zády, je dlouhá 7 cm a má úzký nos. Tato žába je pravděpodobně spřízněna s pravěkými žábami, od ostatních současných žab je fylogeneticky vzdálena natolik, že byla zařazena do samostatné čeledi. Mluví se o ní jako o živoucí fosilii.

## Biologie
Žába žije po většinu roku skrytě v podzemí, na povrch vylézá pouze na dva týdny v období letního monzunu za účelem páření. Skrytý životní styl je pravděpodobně příčinou faktu, že tak dlouho unikala pozornosti biologů.
Na rozdíl od ostatních hrabavých žab, které se živí na povrchu, tento druh nalézá potravu pod zemí v podobě mravenců a termitů, k čemuž má uzpůsobený i jazyk a ústa.

## Analýza DNA
Podle průzkumů genů bylo zjištěno, že nejbližšími příbuznými této žáby jsou zástupci rodu Sooglosidae, které dnes najdeme na Seychelských ostrovech. Lze to vysvětlit tím, že při rozpadu Gondwany v druhohorách se od nynější Indie asi před 130 miliony lety oddělilo mimo jiné i Seychelské souostroví.

## Název
Vědecký název druhu vznikl složením slova nasika které v Sanskrtu znamená nos, dále řeckého batrachus, což znamená žába; sahyadrensis ukazuje na místo nálezu, Sahjádrí, což je místní název pohoří Západní Ghát v Indii.